# Dècada del 850

## Esdeveniments
- Publicació de De praedestinatione de Joan Escot Eriúgena
- Els musulmans arriben a Barcelona
- 859 - Universitat d'Al-Qarawiyin a Fes, la més antiga del món
- Expansió dels vikings
- La ciutat de Chang'an (Xina) supera el milió d'habitants
- Començament de la miniatura per il·lustrar els llibres
- Consum de cafè a Aràbia

## Personatges destacats
- Ènnec Arista
- Joan Escot Eriúgena